# Бойко, Всеволод Ефимович
Всеволод Ефимович Бойко (14 (27) апреля 1914, с. Каменское Екатеринославской губернии (ныне город, Днепропетровская область) — 11 мая 1970, Москва) — советский государственный и хозяйственный деятель. Депутат Верховного Совета СССР 6 созыва.

## Образование
- 1937 год — окончил Днепродзержинский вечерний металлургический институт им. Арсеничева

## Биография
Родился в семье рабочего.
- 1929—1934 — на заводе им. Дзержинского: ученик слесаря, слесарь-водопроводчик, бригадир, инструктор, мастер, начальник смены.
- 1934—1936 — инструктор по заводам Днепродзержинского горкома ВЛКСМ.
- 1936—1941 — на заводе им. Дзержинского: заместитель секретаря заводского комитета ВЛКСМ, диспетчер завода, заместитель начальника производственного отдела, начальник производственного отдела (с февраля 1940).
- 1941—1944 — начальник производственного отдела Магнитогорского металлургического комбината.
- 1944—1948 — начальник производственного отдела — заместитель главного инженера завода им. Дзержинского, Днепродзержинск.
- 1948—1950 — главный инженер — заместитель директора Константиновского металлургического завода, Донецкая область.
- 1950—1953 — начальник производственного отдела — заместитель главного инженера Главного управления металлургической промышленности Юга и Центра Министерства металлургической промышленности СССР.
- 1953—1954 — начальник производственного отдела — заместитель главного инженера Главного управления металлургической промышленности Запада Министерства металлургической промышленности СССР.
- 1954—1956 — начальник Главного управления металлургических заводов Министерства чёрной металлургии УССР.
- 1956—1957 — заместитель министра чёрной металлургии УССР.
- 1957—1961 — в Госплане СССР: член коллегии.
- 1961—1963 — председатель Государственного комитета Совета Министров СССР по чёрной и цветной металлургиисм.
- С октября 1965 года заместитель министра чёрной металлургии СССР.

Похоронен на Новодевичьем кладбище.

## Награды
- орден Ленина
- три ордена Трудового Красного Знамени